# Cristina Ortiz
Cristina Ortiz (Salvador, 17 de abril de 1950) é uma pianista brasileira.

## Biografia
Nascida em Salvador, Bahia, filha da baiana Moema Fabrício e do engenheiro paulista Silvério Minervino Ortiz, Cristina Ortiz iniciou seus estudos de piano, aos quatro anos de idade. Em 1955, mudou-se com a família  para o Rio de Janeiro, onde o pai atuou na criação da Petrobras. Aos oito anos, ingressou no Conservatório Brasileiro de Música, onde teve aulas com Helena Gallo. Aos 11 anos, venceu o Concurso Jovens Solistas, da Orquestra Sinfônica Brasileira, interpretando o Concerto para piano n.º 23, de Mozart (K. 488). Em 1965, obteve o primeiro lugar no VI Concurso Nacional de Piano, no Rio de Janeiro, recebendo uma bolsa de estudos do governo francês, para estudar em Paris, onde foi aluna de Magda Tagliaferro. Em 1969, seguiu para os Estados Unidos, onde continuou a se aperfeiçoar, com Rudolf Serkin, no Curtis Institute of Music, Filadélfia, e com Lili Kraus. No mesmo ano, Cristina obteve o primeiro prêmio da terceira edição do Concurso Internacional de Piano Van Cliburn.  Mais tarde, mudou-se para Londres, onde vive atualmente.
Cristina Ortiz já se apresentou na maioria das principais salas de concerto do mundo e atuou como solista de grandes orquestras -  Filarmônica de Berlim, Filarmônica de Viena, Orquestra Philharmonia, Sinfônica de Chicago, Sinfônica de Sydney, Orquestra de Filadélfia , além da Orquestra de Filadélfia, Orquestra Real do Concertgebouw, Orquestra de Cleveland, Orquestra da WDR de Colônia, Orquestra Sinfônica de São Petersburgo e Orquestra Sinfônica Alemã de Berlim, entre outras, sob a regência de renomados maestros, a exemplo de Vladimir Ashkenazy, Neeme Järvi, Mariss Jansons e David Zinman.
Ministrou master classes na Royal Academy of Music, em Londres, e na Juilliard School, em Nova York. Gravou para a EMI, Decca, BIS, Collins Classics e Intrada.
Em 1974, casou-se com o empresário artístico Jasper Parrott, pai de suas duas filhas.